# Boulevard Teatrets 20 års jubilæum
Boulevard Teatrets 20 års jubilæum er en dansk dokumentarfilm fra 1943.

## Handling
Biografen fejrer sit 20 års jubilæum med en velgørenhedsforestilling til fordel for Vesterbros fattige. På repertoiret ses filmen Møllen.

## Medvirkende
- Gunnar Nu Hansen